# Gustavo Navarre
Gustavo Navarre (La Paz, Bolivia; 1931 - La Paz, Bolivia; 2006) fue un compositor, pianista y docente boliviano. Fue un músico fundamental en la formación de numerosas generaciones de pianistas, músicos y compositores bolivianos. Eximio pianista, músico de oído absoluto y artista de gran sensibilidad.

## Biografía
Gustavo Navarre estudió y colaboró con Erich Eisner en Bolivia, posteriormente recibió una beca de estudios en París, Francia en la École Normale de Musique para estudiar con Henri Dutilleux, uno de los compositores más importantes del siglo XX. Fue director en la década de los setenta del Conservatorio Nacional de Música en La Paz. Su trabajo en la docencia del piano, armonía, contrapunto y materias teóricas es de gran importancia en la historia de la música boliviana; músicos de la talla de Grace Rodriguez (enlace roto disponible en Internet Archive; véase el historial, la primera versión y la última)., Ramiro Soriano, Einar Guillén y Jorge Ibáñez, entre muchos, son una prueba viviente de su magisterio.
Su obra creadora, en gran parte perdida, refleja una visión universal en la música boliviana; quedan un cuarteto de cuerdas (ganador en 1964 Premio Luzmila Patiño para obras de música de cámara junto a Alberto Villalpando), algunas canciones, una sinfonía en dos movimientos y una elegía para violín y piano.